# Starship Integrated Flight Test 4
Starship Integrated Flight Test 4 (skrót IFT-4) – czwarty testowy lot rakiety nośnej Starship, należącej do amerykańskiej firmy SpaceX. W locie tym użyto prototypów Booster 11 (pierwszy stopień) i Ship 29 (drugi stopień). Test został przeprowadzony 6 czerwca 2024 roku i stał się pierwszym w pełni udanym lotem Starshipa, w ramach którego pomyślnie zwodował zarówno pierwszy jak i drugi stopień prototypu..
Lot ten w założeniach jest kopią poprzedniego lotu. Głównymi celami tego lotu było lądowanie Super Heavy na „wirtualnej wieży” znajdującej się w Zatoce Meksykańskiej oraz przetrwanie szoku termicznego przy wejściu w atmosferę przez statek kosmiczny Starship i jego lądowanie w Oceanie Indyjskim. Wszystkie cele zostały pomyślnie zrealizowane w trakcie lotu.

## Tło

### Przygotowania przed startem
Po tym, jak trzeci lot testowy przeprowadzony 14 marca 2024 roku zakończył się zniszczeniem obu stopni prototypu (B10/S28) rozpoczęło się dochodzenie w sprawie wypadku pod przewodnictwem SpaceX nadzorowane przez Federalną Administrację Lotnictwa, które zostało zakończone 28 maja 2024 roku. Federalna Administracja Lotnictwa stwierdziła, że może być konieczna modyfikacja licencji w celu uwzględnienia działań naprawczych.
Zgoda na start została uzyskana 4 czerwca 2024 roku, a planowana data startu została ustalona na 5 czerwca, ale została przesunięta o jeden dzień na 6 czerwca 2024 roku.
SpaceX zamierza podjąć próbę "łapania" pierwszego stopnia Super Heavy przy użyciu prawdziwej wieży startowej już podczas piątego lotu Starshipa pod warunkiem, że lądowanie na "wirtualnej wieży" zakończy się pomyślnie.

## Profil lotu
Profil czwartego lotu prototypu jest bardzo podobny do profilu trzeciego lotu, z pominięciem testu drzwi ładowni oraz testu transferu paliwa. SpaceX nie podjęło także próby ponownego zapłonu silników rakietowych Shipa w przestrzeni kosmicznej. W odróżnieniu do poprzednich lotów, Ship podjął próbę wodowania na Oceanie Indyjskim, wykorzystując trzy silniki do pionizacji i wyhamowania z prędkości swobodnego opadania.
Podczas startu jeden z 33 silników w boosterze nie uruchomił się, jeden z trzynastu silników wykorzystanych przed wodowaniem nie uruchomił się zgodnie z planem. Żadna z awarii silników nie wpłynęła na ostateczny wynik lotu. Po raz pierwszy także zastosowano tymczasową zmianę konstrukcyjną, polegającą na odrzuceniu pierścienia separacyjnego w celu zmniejszenia masy podczas wodowania.
Po raz pierwszy także Ship z powodzeniem wszedł w atmosferę, utrzymując kontrolę swojego położenia pomimo utraty pewnej liczby płytek osłony termicznej i znacznych uszkodzeń co najmniej jednej płetwy kierowniczej. Po wyhamowaniu prototypu z prędkości naddźwiękowej Ship symulował udane lądowanie nad oceanem, po czym wodował na wodach Oceanu Indyjskiego. Ship wylądował około 6 kilometrów od docelowego miejsca wodowania.
| Czas      | Zdarzenie | 6 czerwca 2024                                             |
| --------- | --- | ---------------------------------------------------------- |
| −01:15:00 | Dyrektor lotu przeprowadza ankietę i weryfikuje gotowość do załadunku paliwa                                     | Sukces                                                     |
| −00:49:00 | Rozpoczęcie tankowania zbiorników utleniacza (ciekłego tlenu) drugiego stopnia                                   | Sukces                                                     |
| −00:47:00 | Rozpoczęcie tankowania zbiorników paliwa drugiego stopnia                                                        | Sukces                                                     |
| −00:40:00 | Rozpoczęcie tankowania zbiorników utleniacza pierwszego stopnia                                                  | Sukces                                                     |
| −00:37:00 | Rozpoczęcie tankowania zbiorników paliwa pierwszego stopnia                                                      | Sukces                                                     |
| −00:19:40 | Chłodzenie silników pierwszego stopnia                                                                           | Sukces                                                     |
| −00:03:30 | Zakończenie tankowania pierwszego stopnia                                                                        | Sukces                                                     |
| −00:02:50 | Zakończenie tankowania drugiego stopnia                                                                          | Sukces                                                     |
| −00:00:30 | Dyrektor lotu ogłasza gotowość do startu                                                                         | Sukces                                                     |
| −00:00:10 | Uruchomienie deflektora płomieni                                                                                 | Sukces                                                     |
| −00:00:03 | Zapłon 33 silników pierwszego stopnia                                                                            | Uruchomiły się 33 silniki, Jeden wyłączył się w T+00:00:03 |
| 00:00:02  | Odlot | Sukces                                                     |
| 00:01:02  | Max Q (punkt maksymalnego ciśnienia aerodynamicznego)                                                            | Sukces                                                     |
| 00:02:41  | Wyłączenie 30 z 33 silników pierwszego stopnia                                                                   | Sukces                                                     |
| 00:02:44  | Uruchomienie 6 silników drugiego stopnia, separacja stopni                                                       | Sukces                                                     |
| 00:02:49  | Uruchamianie 10 silników (łącznie 13 pracujących silników) w celu obrotu prototypu i wykonaniu manewru boostback | Sukces                                                     |
| 00:03:52  | Wyłączenie 13 (wszystkich) silników pierwszego stopnia i koniec manewru boostback                                | Sukces                                                     |
| 00:03:55  | Odrzucenie pierścienia separacyjnego                                                                             | Sukces                                                     |
| 00:06:39  | Pierwszy stopień prototypu osiąga prędkość prędkości dźwięku                                                     | Sukces                                                     |
| 00:06:43  | Zapłon 13 silników pierwszego stopnia w celu wytracenia prędkości                                                | Uruchomiło się 12 z 13 silników                            |
| 00:07:04  | Wyłączenie silników pierwszego stopnia i wodowanie                                                               | Sukces                                                     |
| 00:08:23  | Wyłączenie silników drugiego stopnia                                                                             | Sukces                                                     |
| 00:47:25  | Wejście w atmosferę drugiego stopnia                                                                             | Uszkodzenia flapów i utrata części płytek termoochronnych  |
| 01:03:11  | Drugi stopień osiąga prędkość transsoniczną                                                                      | Sukces                                                     |
| 01:05:43  | Uruchamianie 3 silników drugiego stopnia w celu pionizacji i wytracenia prędkości                                | Sukces                                                     |
| 01:05:48  | Wyłączenie silników drugiego stopnia i wodowanie w wodach Oceanu Indyjskiego                                     | Sukces                                                     |

## Następstwa
Lot został ogłoszony sukcesem. Był to pierwszy lot, podczas którego zarówno Super Heavy oraz Ship pomyślnie wodowały. 12 czerwca 2024 roku Federalna Administracja Lotnictwa ogłosiła, że nie będzie wymagać żadnego dochodzenia, ponieważ wszystkie elementy lotu miały miejsce w ramach zaplanowanych działań.